# Bring Heavy Rock to the Land
Bring Heavy Rock to the Land è il settimo album in studio del gruppo musicale norvegese Jorn, pubblicato nel 2012.

## Tracce
1. My Road – 2:42
2. Bring Heavy Rock to the Land – 6:44
3. A Thousand Cuts – 8:03
4. Ride Like the Wind – 4:48 (Christopher Cross cover)
5. Chains Around You – 5:06
6. The World I See – 6:08
7. Time to be King – 4:15 (Masterplan cover)
8. Ride to the Guns – 5:46
9. Black Morning – 4:20
10. I Came to Rock – 5:13
11. Live and Let Fly – 4:15 (Bonus track)

## Formazione
- Jørn Lande – voce
- Tore Moren – chitarra
- Jimmy Iversen – chitarra
- Nic Angileri – basso
- Willy Bendiksen – batteria